# Magnox reaktor
Magnox reaktor ili nuklearni reaktor tipa Magnox je vrsta nuklearnog reaktora, koja je dobila naziv prema slitini magnezija, koja se koristi kao materijal za oblogu gorivnih štapova s malim dodacima aluminija i ostalih metala. Moderiran (usporivač neutrona) je grafitom, hlađen ugljikovim dioksidom CO2, a za nuklearno gorivo koristi metalni prirodni uranij. Kratica mu je GCR (eng. Gas Cooloed Reactor), odnosno reaktor hlađen pomoću plina (ugljikov dioksid). Magnox reaktor je danas zastarjeli tip nuklearnog reaktora, koji je osmišljen u Ujedinjenom Kraljevstvu i još uvijek je u uporabi. Magnox reaktor je koristila nuklearna elektrana Oldbury, koja je zatvorena u veljači 2012., nakon 44 godine neprekidnog rada. Danas su još u radu 2 Magnox reaktora u nuklearnoj elektrani Wylfa (Ujedinjeno Kraljevstvo).
Prvi Magnox reaktori su bili konstruirani prvenstveno za proizvodnju plutonija za nuklearno oružje. Nakon što su u bivšem Sovjetskom Savezu sagrađeni prvi energetski reaktori (nuklearna elektrana 1954.), Magnox reaktor u Calder Hallu (Ujedinjeno Kraljevstvo), predstavlja prvu nuklearnu elektranu (27. kolovoza 1956.) koja je korištena za tržište, odnosno industrijske svrhe, a istovremeno je proizvodila i plutonij za vojnu namjenu.
U to vrijeme se smatralo da Magnox reaktori imaju znatan stupanj imanentne sigurnosti zbog njihove jednostavne konstrukcije, pa zbog toga oni nisu ni dobili sekundarnu zaštitu. Treba znati da je izmjenjivač topline bio izvan betonske zaštite od ionizirajućeg zračenja. Nuklearna elektrana u Calder Hallu zatvorena je 2003., što znači da je taj prvi nuklearni reaktor bio u uporabi 47 godina.

## Nuklearne elektrane s Magnox reaktorima

### Nuklearne elektrane s Magnox reaktorima u Ujedinjenom Kraljevstvu
- Nuklearna elektrana Calder Hall blizu Whitehavena (Cumbria): 4 x 50 MW, prvi puta priključena na elektroenergetski sustav 1956.; zatvorena 2003.
- Nuklearna elektrana Chapelcross blizu Annana (Dumfriesshire), 4 x 50 MW, prvi puta priključena na elektroenergetski sustav 1959., zatvorena 2003.
- Nuklearna elektrana Berkeley u Gloucestershireu: 2 x 138 MW, prvi puta priključena na elektroenergetski sustav 1962., zatvorena 1989.
- Nuklearna elektrana Bradwell blizu Southminstera (Essex): 2 x 121 MW, prvi puta priključena na elektroenergetski sustav 1962., zatvorena 2002.
- Nuklearna elektrana Hunterston "A" između West Kilbridea i Fairliea (Sjeverni Ayrshire): 2 x 180 MW, prvi puta priključena na elektroenergetski sustav 1964., zatvorena 1990.
- Nuklearna elektrana Hinkley Point "A" blizu Bridgwatera (Somerset): 2 x 235 MW, prvi puta priključena na elektroenergetski sustav 1965., zatvorena 1999.
- Nuklearna elektrana Trawsfynydd u Gwyneddu (Wales): 2 x 195 MW, prvi puta priključena na elektroenergetski sustav 1965., zatvorena 1991.
- Nuklearna elektrana Dungeness "A" u Kentu: 2 x 219 MW, prvi puta priključena na elektroenergetski sustav 1966., zatvorena 2006.
- Nuklearna elektrana Sizewell "A" blizu Leistona (Suffolk): 2 x 210 MW, prvi puta priključena na elektroenergetski sustav 1966., zatvorena 2006.
- Nuklearna elektrana Oldbury blizu Thornburya (South Gloucestershire): 2 x 217 MW, prvi puta priključena na elektroenergetski sustav 1968., zatvorena 2012.
- Nuklearna elektrana Wylfa na otoku Anglesey (Wales): 2 x 490 MW, prvi puta priključena na elektroenergetski sustav 1971, planira se zatvoriti 2014.[4]

### Nuklearne elektrane s Magnox reaktorima izvan Ujedinjenog Kraljevstva
- Nuklearna elektrana Latina (Lacij, Italija): 1 x 160 MW, prvi puta priključena na elektroenergetski sustav 1963., zatvorena 1987. nakon referenduma u Italiji u vezi korištenja nuklearne energije.
- Nuklearna elektrana Tokai Mura (Japan): 1 x 166 MW, prvi puta priključena na elektroenergetski sustav 1966., zatvorena 1998.
- Nuklearni reaktor Yongbyon (Sjeverna Koreja), izrađen na osnovu nacrta nuklearne elektrane Calder Hall; 1 x 5 MW; radio od 1986. do 1994., te ponovno otvoren 2003. Plutonij iz reaktora se koristi za proizvodnju nuklearnog oružja.
- Nuklearni reaktor Yongbyon II (Sjeverna Koreja), 1 x 50 MW, započeta gradnja 1985., ali i zaustavljena 1994.
- Nuklearni reaktor Taechon (Sjeverna Koreja), 1 x 200 MW, gradnja zaustavljena 1994.
- 9 nuklearnih reaktora UNGG (Francuska), danas zatvoreni.